# Cantón de Thenon
El cantón de Thenon era una división administrativa francesa, que estaba situada en el departamento de Dordoña y la región de Aquitania.

## Composición
El cantón estaba formado por once comunas:
- Ajat
- Azerat
- Bars
- Brouchaud
- Fossemagne
- Gabillou
- La Boissière-d'Ans
- Limeyrat
- Montagnac-d'Auberoche
- Sainte-Orse
- Thenon

## Supresión del cantón de Thenon
En aplicación del Decreto n.º 2014-218 de 21 de febrero de 2014, el cantón de Thenon fue suprimido el 22 de marzo de 2015 y sus 11 comunas pasaron a formar parte; nueve del nuevo cantón de Alto Périgord Negro y dos del nuevo cantón de Isle-Loue-Auvézède.